# Шломо Гілельс
Гі́лельс Шло́мо (* 13 березня 1873, Бар Подільської губернії — † 23 жовтня 1953, Тель-Авів, Ізраїль), єврейський письменник.

## Життєпис
Проживав в тодішній Бессарабії — в 1879 року родина переїздить до Сорок. У Кишиневі отримав релігійну та гімназичну освіту. В 1902–1917 роках працював директором школи у Маркулештах (сучасний Флорештський район Молдови), також викладав в Рибниці.
1918 року очолює бюро об'єднаної ради, створеної в Кишиневі (тодішня Румунія) для надання допомоги єврейським біженцям з України, котрі рятувалися від хвилі погромів в часі міжвладдя.
Знову в Кишиневі жив з 1921 року, працював інспектором мережі єврейських шкіл «Тарбут» («Культура») в Бессарабії, 1925 переїздить до підмандатної Палестини, протягом десяти років викладав в сільськогосподарській школі, в 1935–1939 роках — директор Дому поета Х. Н. Бяліка в Тель-Авіві.
З 1938 року проживав в США.
Кінцем 1940-х повертається до Тель-Авіву.

## Творчий доробок
Перші його твори виходять у 1890-х роках в видавництвах «Га-Цфіра» (Варшава), «Га-Меліц» (Санкт-Петербург), «Га-Шілоах» (Одеса-Берлін) — на івриті переважно, також творив на їдиш — в тому числі дитячі оповідки та історії.
1922 року в Кишиневі виходить книжка «Майне зіхройнес» («Мої спомини»),
- 1923 — на ідиш збірник дитячих оповідок «Айзік из герехт» («Айзік має правду»), та повість «Бездомний єврей».

Літературні критики вважають найкращими його творами ті, що були написані після переїзду до підмандатної Палестини.
1931 року вийшла друком його «Виноградна гора» — 1951 виходить виправлене видання — твір про життя бессарабських євреїв-фермерів.
- 1942 — «Тахат шемей Бесарабія» — «Під небом Бессарабії», про життя євреїв в часі революції та громадянської війни,
- 1945 — «Арцта»,
- 1950 року виходить друком автобіографічна повість «Табаот бе-шаршерет» («Ланки ланцюга»).

В 1950–1953 роках до 80-річчя випущено шеститомне зібрання його творів «Шай ле-Шломо» («Подарунок Шломо»).

## Джерело
- Російська єврейська енциклопедія(рос.)
- http://dic.academic.ru/dic.nsf/ruwiki/1201889 [Архівовано 5 березня 2016 у Wayback Machine.]